# Ірен Вюст
Ірене Карлейн (Ірен) Вюст (нід. Irene Karlijn (Ireen) Wüst, 1 квітня 1986, м. Горле, Північний Брабант) — нідерландська ковзанярка, шестиразова олімпійська чемпіонка, багаторазова чемпіонка світу.
Вюст — перша і поки єдина людина, що здобувала індивідуальні «золоті» олімпійські медалі на п'яти Олімпіадах поспіль (Зимових або Літніх). Свою першу «золоту» олімпійську медаль Вюст виборола на Олімпіаді в Турині на дистанції 3000 м у віці 19 років. У Ванкувері вона стала олімпійською чемпіонкою на дистанції 1500 м.
У Нідерландах Вюст визнавали спортсменкою 2006 року.
На Олімпіаді 2014 року у Сочі Вюст виграла дистанцію 3000 м та зайняла 3 других місця — на дистанціях 1000 м, 1500 м і 5000 м відповідно. Також у складі жіночої команди Нідерландів ковзанярка перемогла у командній гонці переслідування.
У Пхьончхані Ірен Вюст виборола «золото» Олімпіади-2018, вигравши забіг на 1500 м і стала п'ятикратною олімпійською чемпіонкою.
У Пекіні 2022 року на дистанції 1500 м здобула «золоту» олімпійську медаль. Таким чином вона стала найкращою жінкою у медальному заліку за всю історію Зимових Олімпійських Ігор (6 «золотих», 5 «срібних» і одна «бронзова» нагороди).

## Особисте життя
Вюст є бісексуалкою. Вона вперше розповіла про свої стосунки з жінкою у голландському інтерв'ю 2009 року.